# الکس رید (بازیکن فوتبال، زاده ۱۹۹۵)
الکس رید (انگلیسی: Alex Reid؛ زادهٔ ۶ سپتامبر ۱۹۹۵) بازیکن فوتبال است.
از باشگاه‌هایی که در آن بازی کرده‌است می‌توان به باشگاه فوتبال استیونج و باشگاه فوتبال استون ویلا اشاره کرد.